# Concerto pour piano no 14 de Mozart
Le Concerto pour piano no 14 en mi bémol majeur K. 449 est un concerto pour piano et orchestre de Wolfgang Amadeus Mozart, composé le 9 février 1784 à Vienne. Sa dédicataire est la pianiste Babette Ployer son élève.

## Instrumentation
| Instrumentation du concerto pour piano no 14                         |
| Soliste                                                              |
| 1 piano                                                              |
| Cordes                                                               |
| premiers violons, seconds violons, altos, violoncelles, contrebasses |
| Bois                                                                 |
| 2 hautbois (ad libitum)                                              |
| Cuivres                                                              |
| 2 cors en mi bémol (ad libitum)                                      |

## Structure
Le concerto comprend 3 mouvements :
1. Allegro vivace, en mi bémol majeur, à 
, cadence à la mesure 328, 347 mesures - partition
2. Andantino, en si bémol majeur, à 
, 124 mesures - partition
3. Allegro ma non troppo, en mi bémol majeur, à  ➜ à 
 à la mesure 269, 322 mesures - partition

Durée : environ 24 minutes

Introduction de l'Allegro vivace (Violon 1)
La lecture audio n'est pas prise en charge dans votre navigateur. Vous pouvez télécharger le fichier audio.
Introduction de l'Andantino (Violon 1)
La lecture audio n'est pas prise en charge dans votre navigateur. Vous pouvez télécharger le fichier audio.
Introduction de l'Allegro ma non troppo (Violons 1 et 2)
La lecture audio n'est pas prise en charge dans votre navigateur. Vous pouvez télécharger le fichier audio.